# Stambha
Stambha (sanskrtsko स्तम्भ, latinizirano: stambha) je steber ali slop, ki se uporablja v indijski arhitekturi. Stambha včasih nosi napise in verske embleme.

## Religija
V hindujski mitologiji verjamejo, da je stambha kozmični steber, ki deluje kot vez, ki povezuje nebo (Svarga) in zemljo (Prithvi). Številni hindujski spisi, vključno z Atharva Vedo, vsebujejo sklicevanja na stambhe. V Atharva Vedi je bila nebesna stambha opisana kot neskončni oder, ki podpira kozmos in materialno stvarstvo.
V legendi o Narasimhi, Višnujevem avatarju, se božanstvo prikaže iz stambhe, da bi ubilo asuro Hiranjakašipu. Deborah A. Soifer je v tem mitu interpretirala stambho kot axis mundi.

## Arhitektura
Stambhe se pogosto uporabljajo v indijski arhitekturi. Različne služijo različnim namenom, vključno z naslednjim:
- Dhvaja stambha (stolp za zastavo) je postavljen nasproti glavnega svetišča, na osi z glavnim božanstvom.
- Kirti stambha (veličastni stolp) in vidžaja stambha (stolp zmage) sta postavljena v spomin na zmage.
- Najbolj znane stambhe v Indiji so Ašoka stambha (Ašokovi stebri) — postavljeni med Ašokovo vladavino, razširjeni po podcelini in nosijo različne vrste kraljevih ukazov.
- Adi Purana (sanskrtska pesem iz 9. stoletja) — ogromna manastambha (častni steber) — stoji pred samavasarano (božansko pridigarsko dvorano Tirthankara, odrešenika in duhovnega učitelja darme), za katero velja, da povzroči, da udeleženci samavasarane izgubijo svoj ponos.[5]

## Galerija
- Vidžaj stambha v utrdbi Čitorgarh
- Kirti stambha iz džainističnega templja Hutheesing
- Ašokov steber
- Stambha Paršvanath džain Mandir, Belgačhija